# Wubrist Aschal
Wubrist Aschal Kassie, née le 10 mars 2005, est une athlète éthiopienne spécialiste des courses de fond et de demi-fond.

## Carrière
Aux Championnats d'Afrique juniors d'athlétisme 2023 à Ndola, Wubrist Aschal est médaillée d'or du 1 500 mètres ainsi que du 5 000 mètres.
Elle remporte la médaille d'argent sur 5 000 mètres aux Championnats d'Afrique d'athlétisme 2024 à Douala.

## Palmarès
| Date | Compétition                    | Lieu   | Résultat | Épreuve | Marque         |
| ---- | ------------------------------ | ------ | -------- | ------- | -------------- |
| 2023 | Championnats d'Afrique juniors | Ndola  | 1re      | 1 500 m | 4 min 37 s 78  |
| 2023 | Championnats d'Afrique juniors | Ndola  | 1re      | 5 000 m | 16 min 43 s 37 |
| 2024 | Championnats d'Afrique         | Douala | 2e       | 5 000 m | 15 min 30 s 25 |

## Records
| Épreuve      | Temps          | Lieu    | Date             |
| ------------ | -------------- | ------- | ---------------- |
| 1 500 mètres | 4 min 3 s 86   | Nairobi | 7 mai 2022       |
| 3 000 mètres | 8 min 33 s 65  | Oslo    | 30 mai 2024      |
| 5 000 mètres | 14 min 37 s 28 | Suzhou  | 27 avril 2024    |
| 5 kilomètres | 14 min 41 s    | Lille   | 18 novembre 2023 |